# اگنس مری کلرک
اگنس مری کلرک (انگلیسی: Agnes Mary Clerke; ۱۰ فوریهٔ ۱۸۴۲ – ۲۰ ژانویهٔ ۱۹۰۷) ستاره‌شناس و نویسنده ایرلندی بود. او در اسکیبرین، شهرستان کورک، ایرلند به دنیا آمد و در لندن درگذشت.

## خانواده
اگنس کلرک دختر جان ویلیام کلرک (حدود ۱۸۱۴–۱۸۹۰) که در آن زمان مدیر بانک در اسکیبرین و همسرش کاترین ماری دیسی (متولد حدود ۱۸۱۹) که پدرش ثبت‌کننده دادگاه بود، به دنیا آمد. او دو خواهر و برادر داشت؛ خواهر بزرگترش الن ماری (۱۸۴۰–۱۹۰۶) و برادر کوچکترش آبری سنت جان (۱۸۴۳–۱۹۲۳). خواهر بزرگترش الن نیز دربارهٔ نجوم می‌نوشت. تمام فرزندان خانواده کلرک به‌صورت کاملاً خانگی آموزش دیدند.
کاترین کلرک در مدرسه صومعه اورسولین تحصیل کرده بود و بنابراین برای آموزش دختران جوان اهمیت زیادی قائل بود. وی همچنین برندهٔ جوایزی همچون جایزه آکتونیان شده است.

## زندگی و کار
اگنس با پیروی از جا پای پدرش - که ضمن مطالعه متون کلاسیک، دوره‌هایی در نجوم نیز گذرانده بود - از سنین پایین به نجوم علاقه‌مند شد. با استفاده از تلسکوپ ۴ اینچی پدرش در رصدهایش، در ۱۵ سالگی شروع به نوشتن تاریخچه‌ای از نجوم کرده بود.
در سال ۱۸۶۱، در ۱۹ سالگی، خانواده‌اش به دوبلین نقل مکان کردند، و در سال ۱۸۶۳ به کوئینزتاون (کوب فعلی) رفتند. در ۲۵ سالگی، تا حدی به دلایل سلامتی، همراه با خواهر بزرگترش الن به ایتالیا رفت و تا سال ۱۸۷۷ عمدتاً در فلورانس ماند و علوم، زبان‌ها و سایر موضوعاتی را که در زندگی آینده‌اش مفید بودند، مطالعه کرد. در سال ۱۸۷۷ در لندن ساکن شد.
پس از بازگشت، توانست دو مقاله که در ایتالیا نوشته بود، «دزدی دریایی در سیسیل» و «کوپرنیک در ایتالیا»، را در اکتبر ۱۸۷۷ در نشریه ادینبورگ ریویو منتشر کند. این امر باعث شد آدام و چارلز بلک، ناشران ریویو که ناشر دایرةالمعارف بریتانیکا نیز بودند، از او بخواهند زندگینامه تعدادی از دانشمندان مشهور را برای چاپ نهم دایرةالمعارف بنویسد.
این منجر به سفارش‌های دیگری شد، از جمله انتشار مقاله‌ای دربارهٔ نجوم برای دایرةالمعارف کاتولیک.
در طول حرفه‌اش، او نقدهای بسیاری بر کتاب‌ها نوشت، از جمله آثاری که به زبان‌های فرانسوی، آلمانی، یونانی یا ایتالیایی نوشته شده بودند. در سال ۱۸۸۵، معروف‌ترین اثر خود با عنوان «تاریخچه عمومی نجوم در طول قرن نوزدهم» را منتشر کرد. این کتاب به‌دلیل بحثش دربارهٔ طیف‌نما به‌صورت گسترده مورد استفاده قرار گرفت. در سال ۱۸۸۸، سه ماه در رصدخانه کیپ تاون گذراند. در پاییز ۱۸۹۰، کلرک و برادرش آبری از اعضای مؤسس انجمن ستاره‌شناسی بریتانیا بودند.
در سال ۱۸۹۳، کلرک جایزه آکتونیان ۱۰۰ گینی را از مؤسسه سلطنتی دریافت کرد. به‌عنوان عضو انجمن ستاره‌شناسی بریتانیا، او به‌طور منظم در جلسات آن و همچنین جلسات انجمن ستاره‌شناسی سلطنتی شرکت می‌کرد. در سال ۱۹۰۳، همراه با مارگارت لیندزی هاگینز، به‌عنوان عضو افتخاری انجمن ستاره‌شناسی سلطنتی انتخاب شد، مقامی که پیش از این تنها توسط سه زن دیگر، کارولین هرشل و مری سامرویل (در سال ۱۸۳۵)، و آن شیپشانکس (در سال ۱۸۶۲) به دست آمده بود. در سال ۲۰۱۷، انجمن سلطنتی نجوم مدال آگنس کلرک را برای تاریخچه نجوم یا ژئوفیزیک تأسیس کرد که به افرادی اعطا می‌شود که تحقیقات برجسته ای در تاریخ نجوم یا ژئوفیزیک داشته باشند.